# Aurora (Kansas)
Aurora è un comune (city) degli Stati Uniti d'America della contea di Cloud nello Stato del Kansas. La popolazione era di 60
abitanti al censimento del 2010.

## Geografia fisica
Aurora è situata a 39°27′06″N 97°31′49″W (39.451641, -97.530396).
Secondo lo United States Census Bureau, ha un'area totale di 0,10 mi² (0,26 km²).

## Storia
Nel 1887, la Atchison, Topeka and Santa Fe Railway costruì una diramazione da Neva (3 miglia ad ovest di Strong City) attraverso Aurora a Superior, Nebraska. Nel 1996, la Atchison, Topeka and Santa Fe Railway si fuse con la Burlington Northern Railroad e prese l'attuale nome di BNSF Railway. La maggior parte della gente locale si riferisce ancora a questa ferrovia come "Santa Fe".
Aurora deve il suo nome all'omonima città nell'Illinois, da dove provenivano i coloni.
Il primo ufficio postale chiamato Aurora fu creato nel 1886, ma dal 1886 al 1888 l'ufficio postale era chiamato St. Peter.

## Società

### Evoluzione demografica
Secondo il censimento del 2010, la popolazione era di 60 abitanti.

### Etnie e minoranze straniere
Secondo il censimento del 2010, la composizione etnica della città era formata dal 96,7% di bianchi, lo 0,0% di afroamericani, il 3,3% di nativi americani, lo 0,0% di asiatici, lo 0,0% di oceanici, lo 0,0% di altre razze, e lo 0,0% di due o più etnie. Ispanici o latinos di qualunque razza erano lo 0,0% della popolazione.